# Presidente (banda)
Presidente es una banda y proyecto musical de rock alternativo formado en el 2014 en la Ciudad de México, por la cantante regiomontana del grupo Quiero Club, Priscila González, y por el bajista de Café Tacuba, Enrique Rangel Arroyo. 
Recientemente Presidente es un grupo que poco a poco incursiona en la nueva escena del rock mexicano, sin embargo han ganado popularidad independientemente gracias a su primer EP titulado: La Gran Magia que recientemente fue debutado en el festival Vive Latino del 2015 y por el éxito de los sencillos "Tapiz" y "Habitación 140". 
Presidente conserva una esencia alternativa, con sonidos del indie rock, pop y sonidos experimentales.

## Integrantes

### Formación actual
- Priscila González - vocal, guitarra
- Enrique Rangel Arroyo "Quique" - bajo

## Discografía

### EP
- 2015: "La Gran Magia"

### Sencillos
- "Tapiz"
- "Habitación 140"

## Curiosidades
- Presidente durante su primera presentación en el festival Vive Latino del 2015, tocaron un cover del músico Pájaro Alberto con su sencillo "Vida".